# Arcturus tarasovi
Arcturus tarasovi is een pissebed uit de familie Arcturidae. De wetenschappelijke naam van de soort is voor het eerst geldig gepubliceerd in 1935 door Gurjanova.